# Honduras i olympiska sommarspelen 2008
 Honduras i olympiska sommarspelen 2008 bestod av idrottare 25 som blivit uttagna av Honduras olympiska kommitté.

## Fotboll
- Huvudartikel: Fotboll vid olympiska sommarspelen 2008
- Herrar

| Nr          | Namn                | Klubb            | Födelsedag | SM        | Mål       |           | Gult kort · Gult kort · Rött kort | Rött kort |
| Målvakter   | Målvakter           | Målvakter        | Målvakter  | Målvakter | Målvakter | Målvakter | Målvakter                         | Målvakter |
| ----------- | ------------------- | ---------------- | ---------- | --------- | --------- | --------- | --------------------------------- | --------- |
|             | Kevin Hernandez     | Bella Vista      | 22         | 0         | 0         | 0         | 0                                 | 0         |
|             | Obed Enamorado      | Vida             | 22         | 0         | 0         | 0         | 0                                 | 0         |
| Försvarare  |                     |                  |            |           |           |           |                                   |           |
|             | Erick Norales       | Marathon         | 22         | 0         | 0         | 0         | 0                                 | 0         |
|             | Quiarol Arzu        | Platense         | 23         | 0         | 0         | 0         | 0                                 | 0         |
|             | Luis Ramos          | Nyíregyháza      | 22         | 0         | 0         | 0         | 0                                 | 0         |
|             | David Molina        | Motagua          | 20         | 0         | 0         | 0         | 0                                 | 0         |
|             | Andres Morales      | Real España      | 22         | 0         | 0         | 0         | 0                                 | 0         |
|             | Samuel Caballero*   | Changchun Yatai  | 33         | 0         | 0         | 0         | 0                                 | 0         |
| Mittfältare |                     |                  |            |           |           |           |                                   |           |
|             | Mario Martinez      | Real España      | 19         | 0         | 0         | 0         | 0                                 | 0         |
|             | Hendry Thomas       | Olimpia          | 23         | 0         | 0         | 0         | 0                                 | 0         |
|             | Ramon Nunez         | Olimpia          | 22         | 0         | 0         | 0         | 0                                 | 0         |
|             | Rigoberto Padilla   | Motagua          | 22         | 0         | 0         | 0         | 0                                 | 0         |
|             | Marvin Sánchez      | Platense         | 21         | 0         | 0         | 0         | 0                                 | 0         |
|             | Jorge Claros        | Motagua          | 22         | 0         | 0         | 0         | 0                                 | 0         |
|             | Jefferson Bernardez | Motagua          | 21         | 0         | 0         | 0         | 0                                 | 0         |
| Anfallare   |                     |                  |            |           |           |           |                                   |           |
|             | Luis Rodas          | Motagua          | 23         | 0         | 0         | 0         | 0                                 | 0         |
|             | Georgie Welcome     | Arsenal          | 23         | 0         | 0         | 0         | 0                                 | 0         |
|             | José Guity          | Marathón         | 23         | 0         | 0         | 0         | 0                                 | 0         |
|             | Emil Martinez*      | Shanghai Shenhua | 25         | 0         | 0         | 0         | 0                                 | 0         |
|             | Carlos Pavón*       | Real España      | 34         | 0         | 0         | 0         | 0                                 | 0         |
| Coach       |                     |                  |            |           |           |           |                                   |           |
|             | Gilberto Yearwood   |                  | 52         |           |           |           |                                   |           |

- Grupp D

| Lag      | S | V | O | F | GM | IM | MS | P |
| -------- | - | - | - | - | -- | -- | -- | - |
| Italien  | 3 | 2 | 1 | 0 | 6  | 0  | +6 | 7 |
| Kamerun  | 3 | 1 | 2 | 0 | 2  | 1  | +1 | 5 |
| Sydkorea | 3 | 1 | 1 | 1 | 2  | 4  | −2 | 4 |
| Honduras | 3 | 0 | 0 | 3 | 0  | 5  | −5 | 0 |

|       | 2008-08-07 | Honduras U23 | 0 – 3     | Italien U23                                          | Qinhuangdao Olympic Sports Center Stadium, Qinhuangdao |                                                 |
| 17.00 | 17.00      |              | (Rapport) | Giovinco 41′ Rossi 45′ (str.) Acquafresca 52′ (str.) | Publik: 21 680 Domare: Damir Skomina, Slovenien        | Publik: 21 680 Domare: Damir Skomina, Slovenien |
| 17.00 | 17.00      |              |           |                                                      | Publik: 21 680 Domare: Damir Skomina, Slovenien        | Publik: 21 680 Domare: Damir Skomina, Slovenien |
| 17.00 | 17.00      |              |           |                                                      | Publik: 21 680 Domare: Damir Skomina, Slovenien        | Publik: 21 680 Domare: Damir Skomina, Slovenien |

|       | 2008-08-10 | Kamerun U23 | 1 – 0     | Honduras U23 | Qinhuangdao Olympic Sports Center Stadium, Qinhuangdao |                                                 |
| 17.00 | 17.00      | Mbia 74′    | (Rapport) |              | Publik: 28 657 Domare: Abdullah Al Hilali, Oman        | Publik: 28 657 Domare: Abdullah Al Hilali, Oman |
| 17.00 | 17.00      |             |           |              | Publik: 28 657 Domare: Abdullah Al Hilali, Oman        | Publik: 28 657 Domare: Abdullah Al Hilali, Oman |
| 17.00 | 17.00      |             |           |              | Publik: 28 657 Domare: Abdullah Al Hilali, Oman        | Publik: 28 657 Domare: Abdullah Al Hilali, Oman |

|       | 2008-08-13 | Sydkorea U23     | 1 – 0     | Honduras U23 | Shanghai Stadium, Shanghai                         |                                                    |
| 17.00 | 17.00      | Kim Dong-Jin 23′ | (Rapport) |              | Publik: 34 160 Domare: Michael Hester, Nya Zeeland | Publik: 34 160 Domare: Michael Hester, Nya Zeeland |
| 17.00 | 17.00      |                  |           |              | Publik: 34 160 Domare: Michael Hester, Nya Zeeland | Publik: 34 160 Domare: Michael Hester, Nya Zeeland |
| 17.00 | 17.00      |                  |           |              | Publik: 34 160 Domare: Michael Hester, Nya Zeeland | Publik: 34 160 Domare: Michael Hester, Nya Zeeland |

## Friidrott
- Huvudartikel: Friidrott vid olympiska sommarspelen 2008

Förkortningar
- Noteringar – Placeringarna avser endast löparens eget heat
- Q = Kvalificerad till nästa omgång
- q = Kvalificerade sig till nästa omgång som den snabbaste idrottaren eller, i fältgrenarna, via placering utan att uppnå kvalgränsen.
- NR = Nationellt rekord
- N/A = Omgången ingick inte i grenen
- Bye = Idrottaren behövde inte delta i denna omgång

Herrar
Bana och landsväg
| Idrottare        | Gren  | Heat     | Heat      | Kvartsfinal      | Kvartsfinal      | Semifinal        | Semifinal        | Final            | Final            |
| Idrottare        | Gren  | Resultat | Placering | Resultat         | Placering        | Resultat         | Placering        | Resultat         | Placering        |
| ---------------- | ----- | -------- | --------- | ---------------- | ---------------- | ---------------- | ---------------- | ---------------- | ---------------- |
| Rolando Palacios | 100 m | 10.49    | 4         | Gick inte vidare | Gick inte vidare | Gick inte vidare | Gick inte vidare | Gick inte vidare | Gick inte vidare |
| Rolando Palacios | 200 m | 20.81    | 3 Q       | 20.87            | 7                | Gick inte vidare | Gick inte vidare | Gick inte vidare | Gick inte vidare |

Damer
Bana & landsväg
| Idrottare       | Gren       | Heat     | Heat      | Semifinal        | Semifinal        | Final            | Final            |
| Idrottare       | Gren       | Resultat | Placering | Resultat         | Placering        | Resultat         | Placering        |
| --------------- | ---------- | -------- | --------- | ---------------- | ---------------- | ---------------- | ---------------- |
| Jeimy Bernárdez | 100 m häck | 14.29    | 8         | Gick inte vidare | Gick inte vidare | Gick inte vidare | Gick inte vidare |

## Rodd
Herrar
| Idrottare          | Gren          | Heat    | Heat      | Kvartsfinal | Kvartsfinal | Semifinal | Semifinal | Final   | Final     | Final |
| Idrottare          | Gren          | Tid     | Placering | Tid         | Placering   | Tid       | Placering | Tid     | Placering |       |
| ------------------ | ------------- | ------- | --------- | ----------- | ----------- | --------- | --------- | ------- | --------- | ----- |
| Norberto Bernárdez | Singelsculler | 9:01,27 | 6 SE/F    | BYE         | BYE         | 8:29,65   | 4 FF      | 8:32,22 | 31        |       |

## Simning
- Huvudartikel: Simning vid olympiska sommarspelen 2008

## Taekwondo
| Idrottare      | Gren             | Åttondelsfinaler     | Kvartsfinaler        | Semifinaer           | Återkval             | Bronsmatch           | Final                | Final            |
| Idrottare      | Gren             | Motståndare Resultat | Motståndare Resultat | Motståndare Resultat | Motståndare Resultat | Motståndare Resultat | Motståndare Resultat | Placering        |
| -------------- | ---------------- | -------------------- | -------------------- | -------------------- | -------------------- | -------------------- | -------------------- | ---------------- |
| Miguel Ferrera | Herrarnas −80 kg | Zhu G (CHN) L 1–3    | Gick inte vidare     | Gick inte vidare     | Gick inte vidare     | Gick inte vidare     | Gick inte vidare     | Gick inte vidare |